# Стара Кулатка
Стара Кулатка (на руски: Старая Кулатка) е селище от градски тип в Русия, административен център на Старокулаткински район, Уляновска област. Населението му към 1 януари 2018 година е 4878 души.